# عبد الجبار ضيف الله
عبد الجبار ضيف الله من أبرز لاعبي القوى التونسين في الألعاب البارالمبية الصيفية.

## مواضيع ذات علاقة
- تونس في الألعاب البارالمبية الصيفية 1996
- تونس في الألعاب البارالمبية